# إليزابيث غيغو
إليزابيث غيغو (Élisabeth Guigou) (ولدت في 6 أغسطس 1946 ، مراكش ، المغرب) وهي سياسية فرنسية.
وقد قامت إليزابيث غيغو التي اكملت تعليمها الثانوى في المغرب وعاشت هناك لفترة طويلة- ،باكمال دراستها في كلية اللغة الإنجليزية وادابها في جامعة مونبلييه ،هي خريجة مدرسة ستراسبورغ ،وانهت تعليمها بعد ذلك بالدراسة في مدرسة الادارة الوطنية (École Nationale d'Administration).
وعقب قيامها بالعديد من الأعمال في وزارة المالية ،فقد عملت في سكرتارية رئاسة الجمهورية 1982-1988 ، وعملت بالأقتصاد الدولى في عصر فرانسوا ميتران ،وعملت بالاتحاد الأوروبى في المسائل الاستشارية في الفترة من 1990-1993 في وزارة الخارجية في عصر رولان دوما، وعينت نائب وزير الشؤون الأوروبية في الفترة 1994-1997 ،
وعينت عضو عام في البرلمان الأوروبى ،وانتخبت كعضوا في البرلمان في عام 1997 ، وفي النهاية عملت بوزارة العدل في الفترة من 1997-2000 وبوزارة العمل في الفترة من 2000-2002
واستمرت من عام 2002 حتى اليوم بالعمل بخدمة البرلمان ،وشغلت منصب رئيس البرلمان في الفترة من 2010-2012. وعملت في عضوية لجنة الشؤون الخارجية والشؤون الأوروبية .وفي الفترة من 2008-2012 قد شاركت في إدارة الحزب الاشتراكي حيث عينت كسكرتير مسؤول عن اصلاح الأدارة العامة والمحلية.
وأثناء عملية تحديد المرشح الرئاسى للحزب الاشتراكي فقد عملت كمستشار للشؤون القانونية لمارتن أوبرى. واعتبارا من 28 يونيو شغلت منصب رئيس لجنة الشؤون الخارجية في البرلمان 
تزوجت من جان لوى غيغو وانجبت طفل.

## وصلات خارجية
- إليزابيث غيغو على موقع مونزينجر (الألمانية)